# Charles Édouard Guillaume
Charles Édouard Guillaume (født 15. februar 1861 i Fleurier, død 13. juni 1938 i Sèvres) var en schweizisk-fransk fysiker.
Han blev tildelt Nobelprisen i fysik i 1920 som en anerkendelse af sine fortjenester inden for præcisionsmålinger i fysikken og for sine opdagelser af anomalier i stål-/nikkellegeringer.
Månekrateret Guillaume er opkaldt efter ham. 